# Invasão do Kuwait
A Invasão do Kuwait, também conhecida como a Guerra Iraque-Kuwait, foi um grande conflito entre a República do Iraque e o Estado do Kuwait, o que resultou em sete meses de uma longa ocupação do Kuwait pelo Iraque, que posteriormente levou à intervenção militar direta por forças lideradas pelos Estados Unidos na Guerra do Golfo.
Em 1990, o Iraque acusou o Kuwait de roubar petróleo iraquiano por perfuração inclinada, embora algumas fontes iraquianas indicavam que a decisão de Saddam Hussein de atacar o Kuwait foi feita poucos meses antes da invasão real, sugerindo que o regime estava sob severos sentimentos de pressão em tempo. Alguns sentiam que havia várias razões para o movimento do Iraque, incluindo a incapacidade iraquiana de pagar mais de US$ 80 bilhões, que haviam sido emprestados para financiar a Guerra Irã-Iraque e a superprodução de petróleo do Kuwait, que manteve os rendimentos abaixo para o Iraque. A invasão começou em 2 de agosto de 1990, e após dois dias de intenso combate, a maior parte das Forças Armadas do Kuwait foi saturada pela Guarda Republicana Iraquiana, ou escapou para a vizinha Arábia Saudita e o Barém. O estado do Kuwait foi anexado, e Saddam Hussein anunciou em poucos dias que este era a 19ª província do Iraque.

## Causas

### Disputa sobre a dívida financeira
Quando a Guerra Irã-Iraque eclodiu, o Kuwait inicialmente permaneceu neutro e também tentou mediar entre o Irã e o Iraque. Em 1982, o Kuwait, juntamente com as outras Monarquias do Golfo Pérsico, apoiou o Iraque para conter o governo revolucionário iraniano. Em 1982-1983, o Kuwait começou a enviar empréstimos financeiros significativos ao Iraque. A assistência econômica em larga escala do Kuwait ao Iraque muitas vezes desencadeou ações iranianas hostis contra o país. O Irã repetidamente alvejou navios petroleiros kuwaitianos em 1984 e disparou misseis contra o pessoal de segurança kuwaitiano estacionado na ilha de Bubiyan em 1988. Durante a Guerra Irã-Iraque, o Kuwait funcionou como o principal porto do Iraque, uma vez que Basra foi fechada pelos combates. No entanto, após o fim da guerra, as relações amistosas entre os dois países árabes vizinhos azedaram por várias razões econômicas e diplomáticas que culminaram na invasão iraquiana do Kuwait.
No momento em que a Guerra Irã-Iraque terminou, o Iraque não estava em posição financeira para pagar os US$ 14 bilhões que tomou emprestado do Kuwait para financiar sua guerra e pediu para que o país perdoasse a dívida. O Iraque argumentou que a guerra impediu a ascensão da hegemonia iraniana no Kuwait. No entanto, a relutância do Kuwait em perdoar a dívida prejudicou a relação entre os dois países. No final de 1989, várias reuniões oficiais foram realizadas entre os líderes kuwaitianos e iraquianos, mas foram incapazes romper o impasse entre ambos.

### Alegada guerra econômica e perfuração inclinada
Em 1988, o Ministro do Petróleo do Iraque, Issam al-Chalabi, enfatizou uma redução adicional na cota de produção de petróleo bruto dos membros da Organização dos Países Exportadores de Petróleo (OPEP) para acabar com o excesso de petróleo da década de 1980. Chalabi argumentou que os preços mais altos do petróleo ajudariam o Iraque a aumentar suas receitas e pagar sua dívida de US$ 60 bilhões. No entanto, dada a sua grande indústria petrolífera downstream, o Kuwait estava menos preocupado com os preços do petróleo bruto e, em 1989, solicitou à OPEP que aumentasse o teto total de produção de petróleo do país em 50% para 1,35 milhão de barris (215 000 m3) por dia. Durante grande parte da década de 1980, a produção petrolífera kuwaitiana estava consideravelmente acima de sua cota obrigatória da OPEP e isso impediu um novo aumento nos preços do petróleo bruto. A falta de consenso entre os membros da OPEP prejudicou os esforços do Iraque para acabar com o excesso de petróleo e, consequentemente, impediu a recuperação de sua economia paralisada pela guerra. De acordo com o ex-chanceler iraquiano Tariq Aziz, "cada queda de US$ 1 no preço do barril de petróleo causou uma queda de US$ 1 bilhão nas receitas anuais do Iraque, desencadeando uma aguda crise financeira em Bagdá". O Iraque interpretou a recusa do Kuwait em diminuir sua produção de petróleo como um ato de agressão.
As relações cada vez mais tensas entre o Iraque e o Kuwait foram agravadas ainda mais quando o Iraque alegou que o Kuwait estava fazendo uma perfuração inclinada através da fronteira para o campo de petróleo de Rumaila, no Iraque. A disputa sobre o campo de Rumaila começou em 1960 quando uma declaração da Liga Árabe marcou a fronteira Iraque-Kuwait 3 quilômetros (2 milhas) ao norte da ponta mais ao sul do campo de Rumaila. Durante a Guerra Irã-Iraque, as operações de perfuração de petróleo iraquianas em Rumaila diminuíram enquanto as operações do Kuwait aumentaram. Em 1989, o Iraque acusou o Kuwait de usar "técnicas avançadas de perfuração" para explorar petróleo de sua parte no campo de Rumaila. O Iraque estimou que US$ 2,4 bilhões em petróleo iraquiano foram "roubados" pelo Kuwait e exigiu compensação. De acordo com os  trabalhadores petroleiros na área, a alegação de perfuração inclinada do Iraque foi fabricada, pois "o petróleo flui facilmente do campo de Rumaila sem qualquer necessidade dessas técnicas".
Em 26 de julho de 1990, apenas alguns dias antes da invasão iraquiana, funcionários da OPEP disseram que o Kuwait e os Emirados Árabes Unidos haviam concordado com uma proposta para limitar sua produção de petróleo a 1,5 milhão de barris (240 000 m3) por dia, "abaixo dos quase 2 milhões de barris por dia que cada um estava bombeando", potencialmente resolvendo as diferenças sobre a política petrolífera entre Kuwait e Iraque.

### Reivindicações hegemônicas iraquianas
O governo iraquiano, ecoando reivindicações feitas por nacionalistas iraquianos durante anos, justificou a invasão alegando que o Kuwait sempre foi parte integrante do Iraque e só se tornou uma nação independente devido à interferência do governo britânico. Depois de assinar a Convenção Anglo-Otomana de 1913, o governo britânico planejava dividir o Kuwait dos territórios otomanos em um xarifado separado, mas esse acordo nunca foi ratificado. O governo iraquiano também argumentou que o Emir do Kuwait era uma figura altamente impopular entre a população kuwaitiana. Ao derrubar o Emir, o Iraque alegou que concedeu ao Kuwait maior liberdade econômica e política.
O Kuwait estava vagamente sob a autoridade do vilaiete de Baçorá do Império Otomano e, embora sua dinastia governante, a família Al Sabah, havia concluído um acordo de protetorado em 1899 que atribuía a responsabilidade por seus negócios estrangeiros à Grã-Bretanha, não fez nenhuma tentativa de se separar do Império Otomano. Por esta razão, suas fronteiras com o resto da província de Basra nunca foram claramente definidas ou mutuamente acordadas.

## Invasão
Em 1 de agosto, após vários meses de ameaças e divergências, foi realizada uma cúpula na cidade de Jeddah, na Arábia Saudita, onde a diplomacia de ambos os países tentou chegar a um acordo que resolvesse todas as reivindicações. O Iraque, para pressionar, possuía um contingente militar de quase 100 000 homens reunidos em sua fronteira. As negociações foram consideradas infrutíferas, deixando as relações diplomáticas de facto rompidas.
Na madrugada de 2 de agosto de 1990, às 2h00 no horário local,, Saddam Hussein lança um ataque surpresa e as tropas iraquianas atravessam a fronteira terrestre do Kuwait, em uma operação que havia sido preparada secretamente e que, apesar de meses de ameaças e belicosidades, tomou as forças kuwaitianas totalmente desprevenidas. A primeira indicação do avanço terrestre iraquiano foi de um aeróstato equipado com radar que detectou uma coluna de blindados iraquianos movendo-se para o sul. As forças aéreas, terrestres e navais do Kuwait resistiram, mas estavam em grande desvantagem numérica. No Kuwait central, a 35.ª Brigada Blindada desdobrou aproximadamente um batalhão de tanques Chieftain, BMPs e uma bateria de artilharia contra os iraquianos e combateu retardando ações perto de Al Jahra (Batalha das Pontes), a oeste da Cidade do Kuwait.
Cerca de 90 000 soldados entram no Kuwait por terra, mar e ar. As tropas terrestres, nas quais adentraram colunas de até 500 tanques, avançaram do norte até chegarem aos arredores da Cidade do Kuwait, onde ocorreu a Batalha das Pontes. Ao mesmo tempo, vários helicópteros Mi-24 assim como vários esquadrões de caças-bombardeiros Su-22, Su-25, Mirage F-1 e Mig-23 atacaram posições em todo o país, bombardeando bases aéreas e diversos pontos estratégicos. As aeronaves kuwaitianas, que participaram de algumas batalhas aéreas, foram evacuadas principalmente para a Arábia Saudita.
Por terra, quando as tropas ocuparam a cidade, ocorreu a Batalha do Palácio Dasman, na residência oficial do Emir do Kuwait. O emir Jaber III fugiu por via aérea para o deserto da Arábia, mas seu meio-irmão mais novo o xeique Fahd al-Ahmad se juntou às forças militares kuwaitianas para defender a praça. Após uma batalha feroz, o palácio foi finalmente invadido e incendiado, e o xeique assassinado pelas forças invasoras iraquianas. Posteriormente seu corpo foi colocado na frente de um tanque e atropelado, conforme relatou um soldado iraquiano que estava presente e desertou após os combates. O porto de al-Ahmadi, através do qual 80% do petróleo kuwaitiano sai, foi capturado.
A invasão, num claro exemplo de guerra-relâmpago, foi avassaladora e praticamente consumada no dia 2. Durante os outros dois dias dedicaram-se a desdobrar o restante das tropas e a sufocar os bolsões de resistência local que permaneciam entrincheirados em algumas posições.

## Consequências

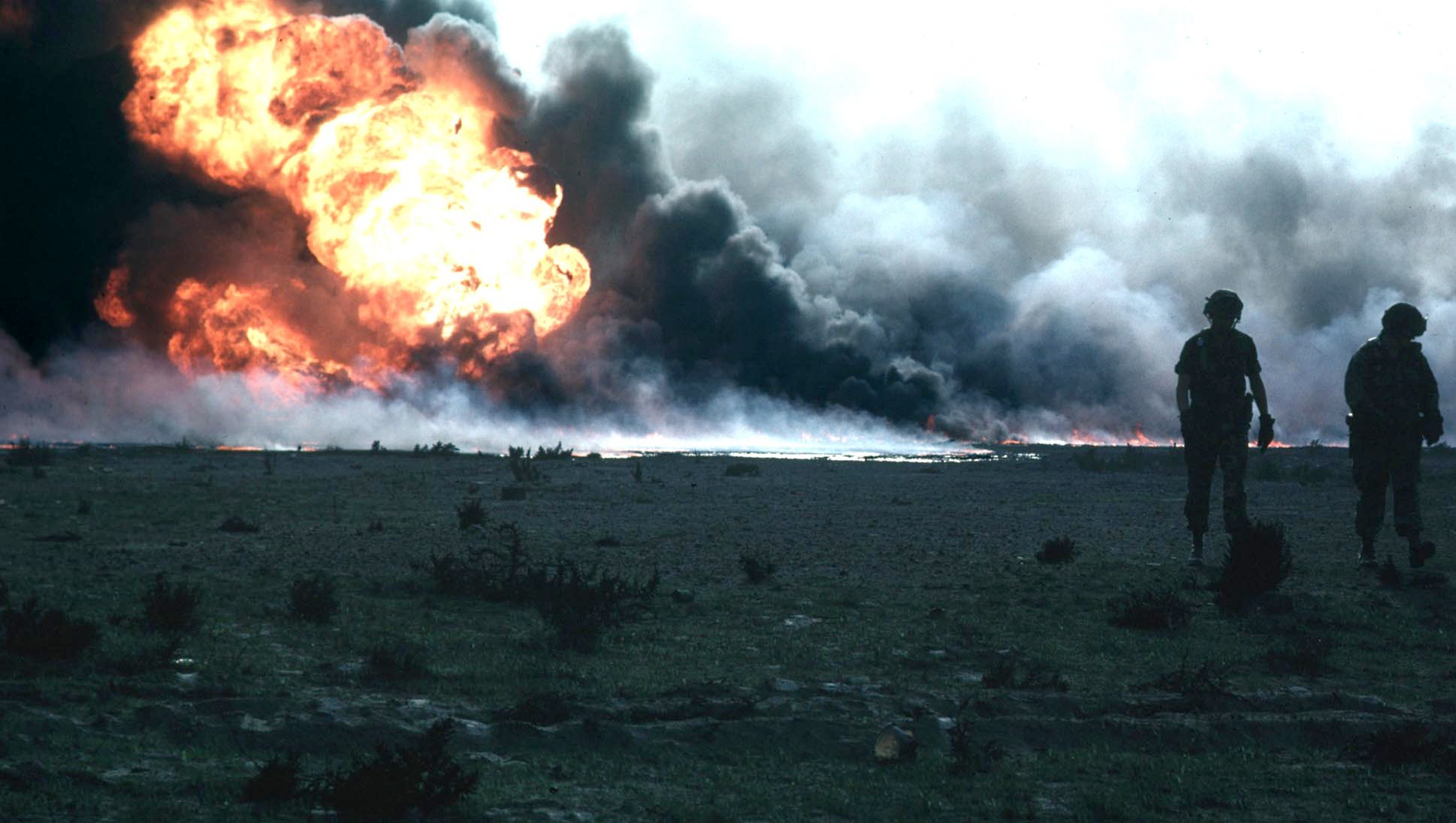
Mais de 600 poços de petróleo do Kuwait foram incendiados pela retirada das forças iraquianas, causando enormes danos ambientais e econômicos ao Kuwait.

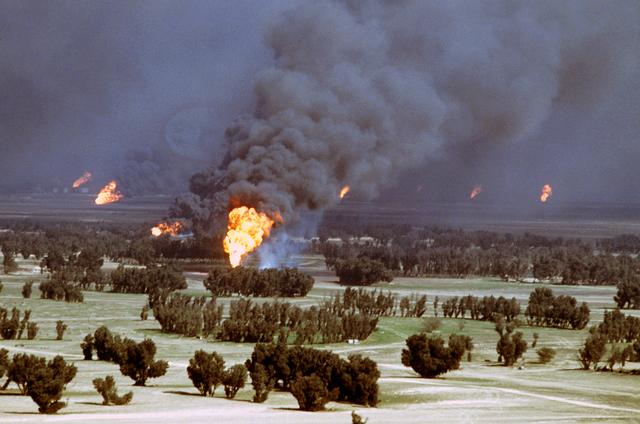
Os incêndios petrolíferos causados foram resultado da política de terra arrasada das forças militares iraquianas em retirada do Kuwait.

Após a vitória iraquiana, Saddam Hussein instalou Alaa Hussein Ali como primeiro-ministro do "Governo Provisório do Kuwait Livre" e Ali Hassan al-Majid como governador de facto do Kuwait. A família real kuwaitiana exilada e outros ex-funcionários do governo iniciaram uma campanha internacional para persuadir outros países a pressionar o Iraque a desocupar o Kuwait. O Conselho de Segurança da ONU aprovou doze resoluções exigindo a retirada imediata das forças iraquianas do Kuwait, mas sem sucesso.
Na sequência dos eventos da guerra Iraque-Kuwait, cerca de metade da população do Kuwait,  incluindo 400 000 kuwaitianos e vários milhares de estrangeiros, fugiram do país. O governo da Índia evacuou mais de 170 000 indianos no exterior realizando aproximadamente 488 voos durante 59 dias.
Durante a ocupação de sete meses, as forças de Saddam Hussein saquearam a vasta riqueza do Kuwait e também houve relatos de violações dos direitos humanos. Um estudo de 2005 revelou que a ocupação iraquiana teve um impacto adverso de longo prazo na saúde da população kuwaitiana.

### Condenação internacional e Guerra do Golfo
Depois que as forças iraquianas invadiram e anexaram o Kuwait e Saddam Hussein depôs o Emir do Kuwait, Jaber Al-Sabah, ele instalou Ali Hassan al-Majid como o novo governador do Kuwait.
A invasão e ocupação iraquiana do Kuwait foi unanimemente condenada por todas as grandes potências mundiais. Mesmo países tradicionalmente considerados aliados próximos do Iraque, como França e Índia, pediram a retirada imediata de todas as forças iraquianas do Kuwait. Vários países, incluindo a União Soviética e a China, colocaram embargos de armas ao Iraque. Os membros da OTAN foram particularmente críticos da ocupação iraquiana do Kuwait e, no final de 1990, os Estados Unidos emitiram um ultimato ao Iraque para retirar suas forças do Kuwait até 15 de janeiro de 1991 ou enfrentar a guerra.
Em 3 de agosto de 1990, o Conselho de Segurança da ONU aprovou a Resolução 660 condenando a invasão iraquiana e exigindo que o Iraque retirasse incondicionalmente todas as forças implantadas no Kuwait.
Após uma série de negociações fracassadas entre as principais potências mundiais e o Iraque, as forças da coalizão liderada pelos Estados Unidos lançaram um amplo ataque militar ao Iraque e às forças iraquianas estacionadas no Kuwait em meados de janeiro de 1991. Em 16 de janeiro, aeronaves aliadas estavam atacando várias instalações militares iraquianas e a Força Aérea Iraquiana foi destruída. As hostilidades continuaram até o final de fevereiro e em 25 de fevereiro, o Kuwait foi oficialmente libertado. Em 15 de março de 1991, o Emir do Kuwait retornou ao país depois de passar mais de oito meses no exílio. Durante a ocupação iraquiana, cerca de 1 000 civis kuwaitianos foram mortos e mais de 300 000 residentes fugiram do país.